# Brzeżany (gromada)
Brzeżany – dawna gromada, czyli najmniejsza jednostka podziału terytorialnego Polskiej Rzeczypospolitej Ludowej w latach 1954–1972.
Gromady, z gromadzkimi radami narodowymi (GRN) jako organami władzy najniższego stopnia na wsi, funkcjonowały od reformy reorganizującej administrację wiejską przeprowadzonej jesienią 1954 do momentu ich zniesienia z dniem 1 stycznia 1973, tym samym wypierając organizację gminną w latach 1954–1972.
Gromadę Brzeżany z siedzibą GRN w Brzeżanach utworzono – jako jedną z 8759 gromad na obszarze Polski – w powiecie górowskim w woj. wrocławskim, na mocy uchwały nr 13/54 WRN we Wrocławiu z dnia 2 października 1954. W skład jednostki weszły obszary dotychczasowych gromad Brzeżany, Łagiszyn, Bogucin i Polanowo ze zniesionej gminy Siciny oraz Glinka, Sławięcice i Strumienna ze zniesionej gminy Stara Góra w tymże powiecie. Dla gromady ustalono 16 członków gromadzkiej rady narodowej.
1 stycznia 1960 gromadę zniesiono, a jej obszar włączono do gromad: Witoszyce (wsie Łagiszyn i Polanowice), Stara Góra (wsie Strumienna, Sławięcice i Glinka) i Siciny (wsie Brzeżany i Bogucin) w tymże powiecie.